# Ladang Panjang (Sarolangun)
Ladang Panjang is een bestuurslaag in het regentschap Sarolangun van de provincie Jambi, Indonesië. Ladang Panjang telt 3094 inwoners (volkstelling 2010).